# Campeonato de España de Ciclocrós
Los Campeonatos de España de ciclocrós se organizan anualmente desde el año 1940 (aunque la primera edición fue en 1929) para determinar el campeón ciclista de España de cada año, en esta modalidad ciclista. El título se otorga al vencedor de una única carrera.
En los años 1936 a 1939 no se celebraron por causa de la guerra civil española, y en los años 1943 y 1944 por causa de la Segunda Guerra Mundial.
El ciclista más laureado es Felipe Orts, con siete títulos, siendo digno de destacar el dominio aplastante de los ciclistas del norte en esta modalidad, habiendo logrado en concreto los ciclistas vascos la victoria en 53 de las 75 ediciones.

## Palmarés masculino

### Profesional
| Año                     | Vencedor                 | Segundo                  | Tercero                  | Localidad                   |
| ----------------------- | ------------------------ | ------------------------ | ------------------------ | --------------------------- |
| 1929                    | Joaquín Iturri           |                          | Eusebio Bastida          |                             |
| 1930. No disputada      |                          |                          |                          |                             |
| 1931                    | Eusebio Bastida          | Joaquín Iturri           | Ramón Aguirresarobe      |                             |
| 1932-1933. No disputada |                          |                          |                          |                             |
| 1934                    | Fermín Apalategi         |                          |                          |                             |
| 1935                    | Juan Salarich            | Francisco Goenaga        | Bonifacio Murillo        |                             |
| 1936-1939. No disputada |                          |                          |                          |                             |
| 1940                    | Francisco Goenaga        | Juan Bautista Vallejo    | Tomás De Sosa            |                             |
| 1941                    | Santiago Mostajo         | Juan Bautista Vallejo    | Enrique Torres           |                             |
| 1942                    | Julián Berrendero        | Francisco Expósito       | Juan Bautista Vallejo    |                             |
| 1943                    | Miguel Lizarazu          | Sotero Lizarazu          | Ignacio Orbaiceta        |                             |
| 1944                    | Julián Berrendero        | Miguel Lizarazu          | Joaquín Olmos            |                             |
| 1945                    | Miguel Lizarazu          | Ignacio Orbaiceta        | Sotero Lizarazu          |                             |
| 1946                    | Miguel Lizarazu          | Francisco Michelena      | Sotero Lizarazu          |                             |
| 1947                    | Sotero Lizarazu          | Miguel Lizarazu          | Julián Aguirrezabal      |                             |
| 1948                    | Miguel Lizarazu          | Francisco Expósito       | Joaquín Filba            |                             |
| 1949. No disputada      |                          |                          |                          |                             |
| 1950                    | Ignacio Esnaola          | Francisco Expósito       | Francisco Michelena      |                             |
| 1951                    | Francisco Expósito       | Francisco Michelena      | Ángel Bruna              |                             |
| 1952                    | Julián Aguirrezabal      | Miguel Chacón            | Ponciano Arbelaiz        | Éibar                       |
| 1953                    | Cosme Barrutia           | Joaquín Filba            | José Michelena           | Éibar                       |
| 1954                    | José Michelena           | Antón Barrutia           | Miguel Chacón            | Éibar                       |
| 1955                    | Antón Barrutia           | Facundo Zabaleta         | Félix Malaxechevarria    | Éibar                       |
| 1956                    | José Michelena           | Felipe "Katania" Alberdi | José Luis Talamillo      | Éibar                       |
| 1957                    | José Michelena           | Facundo Zabaleta         | Felipe "Katania" Alberdi |                             |
| 1958                    | José Luis Talamillo      | José Michelena           | Ignacio Morata           |                             |
| 1959                    | José Luis Talamillo      | Antón Barrutia           | Miguel Urquizar          |                             |
| 1960                    | José Luis Talamillo      | Miguel Urquizar          | Miguel Chacón            | Tolosa                      |
| 1961                    | Antón Barrutia           | José Luis Talamillo      | Alfredo Irusta           |                             |
| 1962                    | José Luis Talamillo      | Manuel Nava              | Santos Ruiz Bermúdez     |                             |
| 1963                    | José Luis Talamillo      | Santos Ruiz Bermúdez     | Ignacio Morata           |                             |
| 1964                    | Amelio Mendíjur          | Santos Ruiz Bermúdez     | Manuel Nava              | Beasáin                     |
| 1965                    | José Luis Talamillo      | Amelio Mendíjur          | José Martínez            | Vera de Bidasoa             |
| 1966                    | Alfredo Irusta           | Manuel Nava              | Antón Barrutia           | Beasáin                     |
| 1967                    | José Martínez            | Santos Ruiz              | Alfredo Irusta           |                             |
| 1968                    | José Martínez            | Alfredo Irusta           | José Martínez Esterlich  |                             |
| 1969                    | Alfredo Irusta           | José María Basualdo      | José María González      | Ibarra                      |
| 1970                    | José María González      | Alfredo Irusta           | José Florencio           |                             |
| 1971                    | Alfredo Irusta           | Pedro Rodríguez Sanjurjo |                          |                             |
| 1972                    | José María Basualdo      | José María González      | Juan Gorostidi           |                             |
| 1973                    | José María Basualdo      | José María González      | Juan Gorostidi           | Manresa                     |
| 1974                    | Juan Gorostidi           | José María González      | Ventura Díaz             |                             |
| 1975                    | Juan Gorostidi           | José A. Martínez Albeniz | José María González      |                             |
| 1976                    | José María Basualdo      | José A. Martínez Albeniz | Juan Gorostidi           |                             |
| 1977                    | José A. Martínez Albeniz | Juan Gorostidi           | Iñaki Mayora             |                             |
| 1978                    | Juan Gorostidi           | Joaquín Ortega           | Fernando Plaza           |                             |
| 1979                    | José María Yurrebaso     | Rafael González Tercero  | Juan Gorostidi           |                             |
| 1980                    | Iñaki Mayora             | Francisco Sala           | Jésus López Soriano      |                             |
| 1981                    | Iñaki Mayora             | Benito Durán             | Juan Gorostidi           |                             |
| 1982                    | Francisco Sala           | José María Yurrebaso     | Iñaki Mayora             | Manresa                     |
| 1983                    | Iñaki Mayora             | José Ramón Izagirre      | José María Yurrebaso     |                             |
| 1984                    | Iñaki Mayora             | José María Yurrebaso     | Iñaki Vijandi            |                             |
| 1985                    | Francisco Sala           | José María Yurrebaso     | Iñaki Mayora             |                             |
| 1986                    | Iñaki Vijandi            | José María Yurrebaso     | Iñaki Mayora             |                             |
| 1987                    | Francisco Sala           | Jon "Tati" Egiarte       | Iñaki Vijandi            | La Tenderina (Oviedo)       |
| 1988                    | Francisco Sala           | Iñaki Vijandi            | José María Yurrebaso     |                             |
| 1989                    | José María Yurrebaso     | Francisco Sala           | Jon "Tati" Egiarte       | Manresa                     |
| 1990                    | José María Yurrebaso     | Francisco Sala           | Federico Etxabe          |                             |
| 1991                    | José Ramón Izagirre      | Francisco Sala           | Federico Etxabe          |                             |
| 1992                    | José Ramón Izagirre      | Jokin Mujika             | Benito Durán             |                             |
| 1993                    | Jokin Mujika             | José Ramón Izagirre      | Gonzalo Aguiar           |                             |
| 1994                    | Jokin Mujika             | Iñigo Igartua            | Francisco Pla García     |                             |
| 1995                    | Francisco Pla García     | Abel Maceira             | Iñigo Igartua            |                             |
| 1996                    | Jokin Mujika             | David Seco               | Mikel Insausti           | Telleriarte                 |
| 1997                    | Abel Maceira             | David Seco               | Iñaki Cendrero           | Ispáster                    |
| 1998                    | Francisco Pla García     | Iñaki Cendrero           | David Seco               | Los Corrales de Buelna      |
| 1999                    | Francisco Pla García     | David Seco               | Abel Maceira             | Porriño                     |
| 2000                    | David Seco               | Francisco Mena           | Francisco Pla García     | Columbres                   |
| 2001                    | David Seco               | José Manuel Osuna        | Iñaki Cendrero           | Noja                        |
| 2002                    | David Seco               | Juan Carlos Garro        | Israel Nuñez             | Durana                      |
| 2003                    | David Seco               | Juan Carlos Garro        | Gaizka Lejarreta         | Sotrondio                   |
| 2004                    | David Seco               | Fernando Fernández       | Haitz Ortiz              | Valladolid                  |
| 2005                    | Unai Yus                 | David Seco               | Isaac Suárez             | Busturia                    |
| 2006                    | David Seco               | Óscar Vázquez            | Isaac Suárez             | Ribadumia                   |
| 2007                    | José Antonio Hermida     | Isaac Suárez             | Óscar Vázquez            | Alcobendas                  |
| 2008                    | José Antonio Hermida     | Isaac Suárez             | Javier Ruiz de Larrinaga | Villarcayo                  |
| 2009                    | Javier Ruiz de Larrinaga | Isaac Suárez             | Constantino Zaballa      | Valladolid                  |
| 2010                    | Javier Ruiz de Larrinaga | José Antonio Hermida     | Egoitz Murgoitio         | Laredo                      |
| 2011                    | Javier Ruiz de Larrinaga | José Antonio Hermida     | Isaac Suárez             | Zamora                      |
| 2012                    | Isaac Suárez             | Egoitz Murgoitio         | Sergio Mantecón          | Gandía                      |
| 2013                    | Aitor Hernández          | Egoitz Murgoitio         | Javier Ruiz de Larrinaga | Navia                       |
| 2014                    | Javier Ruiz de Larrinaga | Aitor Hernández          | Aketza Peña              | Segorbe                     |
| 2015                    | Aitor Hernández          | Javier Ruiz de Larrinaga | José Antonio Hermida     | Gijón                       |
| 2016                    | Javier Ruiz de Larrinaga | Kevin Suárez             | Ismael Esteban           | Torrelavega                 |
| 2017                    | Ismael Esteban           | Kevin Suárez             | Javier Ruiz de Larrinaga | Valencia                    |
| 2018                    | Ismael Esteban           | Felipe Orts              | Aitor Hernández          | Legazpi                     |
| 2019                    | Felipe Orts              | Ismael Esteban           | Javier Ruiz de Larrinaga | Pontevedra                  |
| 2020                    | Felipe Orts              | Kevin Suárez             | Gorka Izagirre           | Pontevedra                  |
| 2021                    | Felipe Orts              | Kevin Suárez             | Ismael Esteban           | Torrelavega                 |
| 2022                    | Felipe Orts              | Kevin Suárez             | Iván Feijoo              | Játiva                      |
| 2023                    | Felipe Orts              | Jofre Cullell            | Kevin Suárez             | Vic                         |
| 2024                    | Felipe Orts              | Gonzalo Inguanzo         | Mario Junquera           | Amurrio                     |
| 2025                    | Felipe Orts              | Jofre Cullell            | Mario Junquera           | Puentes de García Rodríguez |

### Sub-23
| Año  | Vencedor               | Segundo                | Tercero                |
| ---- | ---------------------- | ---------------------- | ---------------------- |
| 1996 | Mikel Artetxe          | Haimar Zubeldia        | Igor Beristain         |
| 1997 | Mikel Artetxe          | Ramón Iglesias         | Óscar Pereiro          |
| 1998 | Óscar Pereiro          | Manuel Armada          | Arkaitz Ordorika       |
| 1999 | Óscar Pereiro          | Zugaitz Ayuso          | Joseba León            |
| 2000 | Juan Bello             | Iván Martínez          | David Salas            |
| 2001 | Isaac Suárez           | Iván Martínez          | David Salas            |
| 2002 | Sem Mújica             | Narciso Piñeiro        | Aitor Hernández        |
| 2003 | Egoitz Murgoitio       | Haitz Ortiz            | Julen Zubero           |
| 2004 | Ismael Esteban         | Egoitz Murgoitio       | Óscar Vázquez          |
| 2005 | Ismael Esteban         | Néstor Rodríguez       | Rubén Ruzafa           |
| 2006 | Rubén Ruzafa           | Asier Corchero         | Mauro González         |
| 2007 | David Lozano           | Ander Gómez            | Mauro González         |
| 2008 | David Lozano           | Eduard Recassens       | Gorka Izagirre         |
| 2009 | David Lozano           | Daniel Ania            | Mauro González         |
| 2010 | David Lozano           | Iñigo Gómez            | Daniel Ruiz            |
| 2011 | Jon Ander Insausti     | Daniel Ruiz            | Óscar Bonete           |
| 2012 | Marcos Altur           | Iñigo Gómez            | Ion Gómez              |
| 2013 | Jonathan Lastra        | Kevin Suárez           | Iñigo Gómez            |
| 2014 | Jonathan Lastra        | Jon Ander Insausti     | Álex Aranburu          |
| 2015 | Kevin Suárez           | Felipe Orts            | Raúl Fernández         |
| 2016 | Felipe Orts            | Adrián Garcia          | Mario Junquera         |
| 2017 | Felipe Orts            | Samuel González        | Jokin Alberdi          |
| 2018 | Jofre Cullell          | Mario Junquera         | Xabier Murias          |
| 2019 | Iván Feijoo            | Jofre Cullell          | Xabier Murias          |
| 2020 | Iván Feijoo            | Gonzalo Inguanzo       | Xabier Murias          |
| 2021 | Iván Feijoo            | Jofre Cullell          | Xabier Murias          |
| 2022 | Javier Zaera           | Gonzalo Inguanzo       | Miguel Rodríguez Novoa |
| 2023 | Gonzalo Inguanzo       | Miguel Rodríguez Novoa | Alain Suárez           |
| 2024 | Raúl Mira              | Alain Suárez           | Gorka Corres           |
| 2025 | Miguel Rodríguez Novoa | Raúl Mira              | Gorka Corres           |

### Júnior
| Año  | Vencedor              | Segundo                   | Tercero               |
| ---- | --------------------- | ------------------------- | --------------------- |
| 1973 | Julián Franch         |                           |                       |
| 1974 | Juan Nicieza          |                           |                       |
| 1975 | Mariano Altube        |                           |                       |
| 1976 | José Recio            |                           |                       |
| 1977 | Ricardo Galdós        |                           |                       |
| 1978 | Federico Etxabe       |                           |                       |
| 1979 | Iñaki Vijandi         |                           |                       |
| 1980 | Jokin Mujika          |                           |                       |
| 1981 | Andoni Garai          |                           |                       |
| 1982 | Andoni Balboa         |                           |                       |
| 1983 | Fernando Pérez        |                           |                       |
| 1984 | Oscar Etxebarria      |                           |                       |
| 1985 | Alfredo Irusta        |                           |                       |
| 1986 | Alfredo Irusta        |                           |                       |
| 1987 | Alfredo Irusta        |                           |                       |
| 1988 | Aitor Odriozola       |                           |                       |
| 1989 | Álvaro Fernández      |                           |                       |
| 1990 | Álvaro Fernández      |                           |                       |
| 1991 | Mikel Insausti        |                           |                       |
| 1992 | Abel Maceira          |                           |                       |
| 1993 | Igor Astarloa         | Roberto Ramírez           | Aitor Díaz            |
| 1994 | Igor Astarloa         | Roberto Ramírez           | Iban Mayo             |
| 1995 | Iban Mayo             | Mikel Artetxe             | Haimar Zubeldia       |
| 1996 | Gaizka Lejarreta      | Juan Bello                | Julen Fernández       |
| 1997 | Aitor Galdós          | Zugaitz Ayuso             | Andoni Aranaga        |
| 1998 | Raúl Salas            | Haitz Ortiz               | Aitor Núñez           |
| 1999 | Pablo San José        | Narciso Piñeiro           | Haitz Ortiz           |
| 2000 | Koldobika Aguirre     | José Antonio Diez Arriola | Julen Zubero          |
| 2001 | Koldobika Aguirre     | Andrés Estévez            | Ismael Esteban        |
| 2002 | Eladio Sánchez        | Onaitz Munduate           | Xabier Goenaga        |
| 2003 | Néstor Rodríguez      | Delio Fernández           | Gorka Ruiz de Gordoa  |
| 2004 | Miguel Vallés         | Hugo Martínez             | Jokin Irazola         |
| 2005 | Erlantz Uriarte       | Víctor Rodríguez          | Ander Gómez           |
| 2006 | David Lozano Riba     | Adrián Rodríguez          | Ion Izagirre          |
| 2007 | Jon Ander Manjón      | Hermes González           | Fernando San Emeterio |
| 2008 | Fernando San Emeterio | Josep Nadal               | Íñigo Gómez           |
| 2009 | Josep Nadal           | Íñigo Gómez               | Ismael Félix Barba    |
| 2010 | Jon Ander Insausti    | Peio Goikoetxea           | Paulo González        |
| 2011 | Pablo Rodríguez Guede | Jonathan Lastra           | Marcos Altur          |
| 2012 | Kevin Suárez          | José Manuel Ribera        | Jaime Campo           |
| 2013 | Felipe Orts           | Alex Aranburu             | Diego Sevilla         |
| 2014 | Raúl Fernández        | Vicent Martínez           | Josep Llinares        |
| 2015 | Jokin Alberdi         | Jon Gil                   | Richard Brun          |
| 2016 | Jokin Alberdi         | Iván Feijoo               | Jofre Cullell         |
| 2017 | Iván Feijoo           | Jofre Cullell             | Xabier Murias         |
| 2018 | Carlos Canal          | Gonzalo Inguanzo          | Adrián Barros         |
| 2019 | Carlos Canal          | Gonzalo Inguanzo          | Ibai Ruiz de Arcaute  |
| 2020 | Igor Arrieta          | Aitzol Sasieta            | Alain Suárez          |
| 2021 | Miguel Rodríguez      | Alain Suárez              | Rubén Sánchez         |
| 2022 | Ricardo Martín Buba   | Raúl Mira                 | Carlos Gámez          |
| 2023 | Gorka Corres          | Hodei Muñoz Gabiña        | Emilio Reinoso        |
| 2024 | Hodei Muñoz Gabiña    | Unax Galán                | Canor Arboleya        |
| 2025 | Benjamín Noval Suárez | Raúl López Sainz          | Raúl Puelles          |

## Palmarés femenino

### Élite féminas
| Año  | Vencedora           | Segunda                  | Tercera             |
| ---- | ------------------- | ------------------------ | ------------------- |
| 1999 | Maria Carmen Armada | Maria Fernanda Espineira | Maria Jesus Barrios |
| 2000 | Rocío Gamonal       | Lidia Fuentes            | Maria Jesus Barrios |
| 2001 | Maria Carmen Armada | Maria Fernanda Espineira | Lidia Fuentes       |
| 2002 | Aida Nuño           | Rocío Gamonal            | Nekane Lasa         |
| 2003 | Aida Nuño           | Nekane Lasa              | Rocío Gamonal       |
| 2004 | Nekane Lasa         | Rocío Gamonal            | Ruth Moll           |
| 2005 | Rosa Bravo          | Rocío Gamonal            | Ruth Moll           |
| 2006 | Rosa Bravo          | Rocío Gamonal            | Ruth Moll           |
| 2007 | Rocío Gamonal       | Rosa Bravo               | Ruth Moll           |
| 2008 | Ruth Moll           | Rocío Gamonal            | Ione Mujika         |
| 2009 | Rocío Gamonal       | Margarita Fullana        | Rosa Bravo          |
| 2010 | Rocío Gamonal       | Rocio Martín             | Rosa Bravo          |
| 2011 | Aida Nuño           | Lucía González           | Mercedes Pacios     |
| 2012 | Rocio Martín        | Isabel Castro            | Lucía González      |
| 2013 | Lucía González      | Aida Nuño                | Olatz Odriozola     |
| 2014 | Aida Nuño           | Rocio Martín             | Rocío Gamonal       |
| 2015 | Rocío Gamonal       | Lucía González           | Aida Nuño           |
| 2016 | Aida Nuño           | Lucía González           | Alicia González     |
| 2017 | Alicia González     | Aida Nuño                | Lucía González      |
| 2018 | Aida Nuño           | Lucía González           | Olatz Odriozola     |
| 2019 | Aida Nuño           | Lucía González           | Luisa Ibarrola      |
| 2020 | Lucía González      | Aida Nuño                | Paula Díaz          |
| 2021 | Lucía González      | Aida Nuño                | Sara Cueto          |
| 2022 | Lucía González      | Aida Nuño                | Sofía Rodríguez     |
| 2023 | Lucía González      | Sofía Rodríguez          | Irene Trabazo       |
| 2024 | Lucía González      | Sofía Rodríguez          | Irene Trabazo       |
| 2025 | Sofía Rodríguez     | Lucía González           | Sara Cueto          |

### Sub-23 féminas
| Año  | Vencedora              | Segunda                | Tercera                |                        |
| ---- | ---------------------- | ---------------------- | ---------------------- | ---------------------- |
| 2009 | Lucía González         | María José Gómez       | Amaia Martioda         |                        |
| 2010 | Lucía González         | María José Gómez       | Amaia Martioda         |                        |
| 2011 | Lucía González         | María José Gómez       | Sandra Trevilla        |                        |
| 2012 | Lucía González         | Maite Murguía          | Sandra Trevilla        |                        |
| 2013 | Elena Lloret           | Maite Murguía          | Sandra Trevilla        |                        |
| 2014 | Alicia González        | Elena Lloret           | Lierni Lekuona         |                        |
| 2015 | Alba Teruel            | Lierni Lekuona         | Eider Merino           |                        |
| 2016 | Alicia González        | Alba Teruel            | Eider Merino           |                        |
| 2017 | Alicia González        | Alba Teruel            | Paula Díaz             |                        |
| 2018 | Luisa Ibarrola         | Irene Trabazo          | Magdalena Durán        |                        |
| 2019 | Luisa Ibarrola         | Paula Suárez           | Sofía Rodríguez        |                        |
| 2020 | Sofía Rodríguez        | Irene Trabazo          | Paula Suárez           |                        |
| 2021 | Sara Bonillo           | Sofía Rodríguez        | María Parajón          |                        |
| 2022 | No hubo título oficial | No hubo título oficial | No hubo título oficial | No hubo título oficial |
| 2023 | No hubo título oficial | No hubo título oficial | No hubo título oficial | No hubo título oficial |
| 2024 | No hubo título oficial | No hubo título oficial | No hubo título oficial | No hubo título oficial |
| 2025 | No hubo título oficial | No hubo título oficial | No hubo título oficial | No hubo título oficial |

### Júnior féminas
| Año                               | Vencedora             | Segunda          | Tercera                |
| --------------------------------- | --------------------- | ---------------- | ---------------------- |
| 2000                              | Aida Nuño             | Lucía Vázquez    | Maitane Telletxea      |
| 2001                              | Aida Nuño             | Naiara Telletxea | Mónica Gutiérrez       |
| 2002                              | Lucía Vázquez         | Naiara Telletxea | Mónica Gutiérrez       |
| 2003                              | Lucía Vázquez         | Sara Ortiz       | Cristina San Emeterio  |
| 2004-2005. No hubo título oficial |                       |                  |                        |
| 2006                              | María José Gómez      | Adriana García   | Alba Uclés             |
| 2007                              | Lucía González        | María José Gómez | Alba Díaz              |
| 2008                              | Lucía González        | Ana Usabiaga     | Rocío Loureda          |
| 2009                              | Sandra Trevilla       | Tania Calvo      | Rocío Loureda          |
| 2010                              | Tania Calvo           | Sandra Trevilla  | Laura Vilanova         |
| 2011                              | Elena Lloret          | Eider Merino     | Sara Cueto             |
| 2012                              | Elena Lloret          | Alicia González  | Eider Merino           |
| 2013                              | Alicia González       | Lierni Lekuona   | Alba Teruel            |
| 2014                              | Paula Díaz            | Coral Casado     | Desirée Duarte         |
| 2015                              | Rocío del Alba García | Desirée Duarte   | Irene Trabazo          |
| 2016                              | Magdalena Durán       | Irene Trabazo    | Sofía Rodríguez        |
| 2017                              | Sofía Rodríguez       | Luisa Ibarrola   | Saioa Gil              |
| 2018                              | Luisa Ibarrola        | Amaia Lartitegi  | Nahia Erana            |
| 2019                              | Lucía Gómez Andreu    | Maria Parajón    | Carla Fernández Torres |
| 2020                              | Lucía Gómez Andreu    | Ainara Albert    | Lydia Pinto            |
| 2021                              | Lydia Pinto           | Laura María Mira | Ainara Albert          |
| 2022                              | Marta Beti            | Laura María Mira | María Modenes          |
| 2023                              | Marta Cano            | María Filgueiras | Aroa Otero             |
| 2024                              | Lorena Patiño         | Aroa Otero       | Ana López              |
| 2025                              | Lorena Patiño         | Irati Aranguren  | Maier Olano            |

## Estadísticas

### Más victorias
| Ciclista                 | Victorias | Años                                      |
| ------------------------ | --------- | ----------------------------------------- |
| Felipe Orts              | 7         | 2019, 2020, 2021, 2022, 2023, 2024 y 2025 |
| José Luis Talamillo      | 6         | 1958, 1959, 1960, 1962, 1963 y 1965       |
| David Seco               | 6         | 2000, 2001, 2002, 2003, 2004 y 2006       |
| Javier Ruiz de Larrinaga | 5         | 2009, 2010, 2011, 2014, 2016              |
| Miguel Lizarazu          | 4         | 1943, 1945, 1946 y 1948                   |
| Iñaki Mayora             | 4         | 1980, 1981, 1983 y 1984                   |
| Francisco Sala           | 4         | 1982, 1985, 1987 y 1988                   |
| José Michelena           | 3         | 1954, 1956 y 1957                         |
| Alfredo Irusta           | 3         | 1966, 1969 y 1971                         |
| José María Basualdo      | 3         | 1972, 1973 y 1976                         |
| Juan Gorostidi           | 3         | 1974, 1975 y 1978                         |
| José María Yurrebaso     | 3         | 1979, 1989 y 1990                         |
| Jokin Mujika             | 3         | 1993, 1994 y 1996                         |
| Francisco Pla            | 3         | 1995, 1998 y 1999                         |
| Julián Berrendero        | 2         | 1942 y 1944                               |
| Antón Barrutia           | 2         | 1955 y 1961                               |
| José Martínez            | 2         | 1967 y 1968                               |
| José Ramón Izagirre      | 2         | 1991 y 1992                               |
| José Antonio Hermida     | 2         | 2007 y 2008                               |
| Aitor Hernández          | 2         | 2013 y 2015                               |
| Ismael Esteban           | 2         | 2017 y 2018                               |

| Ciclista            | Victorias | Años                                      |
| ------------------- | --------- | ----------------------------------------- |
| Aida Nuño           | 7         | 2002, 2003, 2011, 2014, 2016, 2018 y 2019 |
| Lucía González      | 6         | 2013, 2020, 2021, 2022, 2023 y 2024       |
| Rocío Gamonal       | 5         | 2000, 2007, 2009, 2010 y 2015             |
| María Carmen Armada | 2         | 1999 y 2001                               |
| Rosa Bravo          | 2         | 2005 y 2006                               |